# Repülőgéptörzs
A törzs a repülőgép fő karosszériája. Legénység, utasok vagy rakomány befogadására alkalmas. Az egyhajtóműves repülőgépeken általában hajtóművet is tartalmaz, bár egyes kétéltű repülőgépeknél az egyetlen hajtóművet a törzshöz erősített oszlopra szerelik, amelyet viszont úszó hajótestként használnak.

## Szerkezeti típusok

### Rácsos szerkezet
Ezt a fajta szerkezetet még mindig sok könnyű repülőgépen használják,egy hegesztett acélcső rácsos tartókkal. A dobozos rácsos törzsszerkezet fából is építhető – gyakran rétegelt lemezzel borítva. Az egyszerű dobozszerkezetek lekerekíthetők alátámasztott könnyű zsinórok hozzáadásával, lehetővé téve a szövetburkolat aerodinamikusabb vagy a szemnek kellemesebb formát.

### Geodéziai építés
A geodéziai szerkezeti elemeket Barnes Wallis használta a brit Vickers számára a háborúk között és a második világháborúban, hogy kialakítsák a törzs egészét, beleértve annak aerodinamikai alakját is. Ennél a konstrukciónál több lapos szalaghúr van feltekerve a formázókra ellentétes spirális irányban, kosárszerű megjelenést hozva létre. Ez könnyűnek, erősnek és merevnek bizonyult, és megvolt az az előnye, hogy szinte teljes egészében fából készült. Hasonló alumíniumötvözetet használó konstrukciót használtak a Vickers Warwickben is, kevesebb anyaggal, mint amennyi más szerkezeti típusokhoz szükséges lenne. A geodéziai szerkezet is redundáns, így katasztrofális meghibásodás nélkül képes túlélni a helyi sérüléseket. A szerkezetet fedő szövet egészítette ki az aerodinamikai héjat (lásd a Vickers Wellington példáját egy nagy harci repülőgépre, amely ezt az eljárást használja). Ennek logikus evolúciója, hogy öntött rétegelt lemezből törzseket hoznak létre, amelyekben több lapot helyeznek el a szemcsékkel különböző irányban, hogy az alábbi monocoque típust kapják.

### Monokk kagyló
Ennél a módszernél a törzs külső felülete egyben az elsődleges szerkezet is. Ennek egy tipikus korai formája (lásd a Lockheed Vega-t) öntött rétegelt lemez felhasználásával épült, ahol a rétegelt lemez rétegei egy "dugó" felett vagy egy formán belül alakulnak ki. Ennek a szerkezetnek egy későbbi formája rétegelt lemez helyett poliészterrel vagy epoxigyantával impregnált üvegszálas szövetet használ. Ennek egy egyszerű formája, amelyet néhány amatőr építésű repülőgépen használnak, merev expandált habosított műanyagot használnak magként, üvegszálas borítással, így nincs szükség öntőformák gyártására, de több erőfeszítést igényel a befejezés (lásd a Rutan VariEze-t). Egy nagyobb, öntött rétegelt lemezből készült repülőgépre példa a második világháború de Havilland Mosquito vadászrepülőgépe/könnyű bombázója. Egyetlen rétegelt lemezből készült törzs sem igazán egyszínű, mivel merevítő elemek vannak beépítve a szerkezetbe, hogy olyan koncentrált terhelést hordozzanak, amely egyébként meghajlítaná a vékony bőrt. Sok modern vitorlázó repülőgép sorozatgyártásában elterjedt az öntött üvegszál alkalmazása negatív ("női") formákkal (amelyek majdnem kész terméket adnak). Az öntött kompozitok használatát a törzsszerkezetekhez kiterjesztik a nagy utasszállító repülőgépekre, mint például a Boeing 787 Dreamlinerre (nyomóformázást alkalmazva az anyaformákon).

### Fél-monokk
Ez az előnyben részesített módszer a teljesen alumínium törzs megépítésére. Először a törzs keresztmetszete alakú keretek sorozatát tartják a helyükön egy merev rögzítésen. Ezeket a kereteket ezután könnyű hosszirányú elemekkel, úgynevezett stringerekkel egyesítik. Ezeket viszont alumíniumlemez borítással borítják, amelyet szegecseléssel vagy speciális ragasztóval rögzítenek. Ezt követően a szerelvényt szétszerelik és eltávolítják a kész törzshéjból, amelyet ezután felszerelnek vezetékekkel, kezelőszervekkel és belső felszerelésekkel, például ülésekkel és csomagtartókkal. A legtöbb modern nagy repülőgépet ezzel a technikával építik, de több ilyen módon megépített nagy szakaszt használnak, amelyeket azután rögzítőelemekkel összekötnek a teljes törzs kialakításához. Mivel a végtermék pontosságát nagyban meghatározza a költséges szerelvény, ez a forma alkalmas sorozatgyártásra, ahol sok egyforma repülőgépet kell gyártani. Ennek a típusnak a korai példái a Douglas Aircraft DC-2 és DC-3 polgári repülőgépei, valamint a Boeing B-17 Flying Fortress. A legtöbb fém könnyű repülőgép ezzel az eljárással készül.
Mind a monocoque, mind a félig monocoque szerkezeteket "feszített bőrű" struktúráknak nevezik, mivel a külső terhelés egészét vagy egy részét (azaz a szárnyakból és a szárnyakból, valamint a különálló tömegekből, például a motorból) a felületi burkolat veszi át. Ezenkívül a belső nyomásgyakorlásból származó összes terhelést (mint a bőr feszültségét) a külső bőr hordozza.
Az alkatrészek közötti terhelések aránya olyan tervezési döntés, amelyet nagyrészt az építéshez rendelkezésre álló alkatrészek méretei, szilárdsága és rugalmassága szab meg, valamint az, hogy a konstrukciót „öngörcsölőnek” szánják-e vagy sem, amelyhez nincs szükség komplett rögzítésre az igazításhoz.

### Szerkezeti kialakítás más szempontok szerint
- Egytörzsű repülőgép: Hagyományos repülőgépforma. A repülőgépmotorokat a törzsben, a szárnyon vagy a törzsön kívül is el lehet helyezni. Ha a hajtóművet törzsbe építik, az kedvező légellenállást eredményez. A törzs hátsó részén, kívül elhelyezett hajtómű kedvezőtlenül befolyásolja a terhelés megoszlását, de légellenállás szempontjából előnyösebb. Nagyobb, többmotoros gépeknél a szárnyon helyezik el a hajtóműveket a kedvező terheléseloszlás végett.

- Kéttörzsű repülőgép: A kéttörzsű megoldás előnyeit többnyire kétmotoros, kisebb repülőgépeken használják ki. A személyzet és a felszerelés részére a szárny középső tartományában fülkét alakítanak ki. A két törzs karcsú felépítésű, hátul a farokszárnyakat fogja közre.

- Csupaszárny repülőgép: Törzs és farokfelület nélkül épített repülőgéptípus. A csupaszárny gépeknél az összes berendezést, a hajtóművet és a terhelést a szárnyban helyezik el, esetleg a szárny közepén (vagy szimmetrikusan elhelyezve 2-3 db) gondolát képeznek ki számukra. Repüléséhez, a tévhittel ellentétben nincs szükség semmiféle számítógépes, vagy egyéb rendszerre. Megfelelő tervezéssel repülési tulajdonságai ugyanolyanok lehetnek, mint a hagyományos elrendezésű gépeknek, bár ezt kevés gyakorlati felhasználás igazolja. Mivel a csupaszárny repülőgép teljes felülete a felhajtóerő kialakításában segít és kevés kiálló, súrlódó szerkezeti elemet tartalmaz, nagyon kedvező a légellenállása, kicsi a felületi terhelése (ami nagyban javítja az irányíthatóságát, fordulékonyságát).

## Anyagok
A korai repülőgépeket szövettel borított favázból építették. Ahogy a monoplánok népszerűvé váltak, a fémvázak növelték a szilárdságot, ami végül a teljesen fémszerkezetű repülőgépekhez vezetett, minden külső felületét fém borítással – ez először 1915 második felében jelent meg. Egyes modern repülőgépek kompozit anyagokból készülnek. a főbb vezérlőfelületekhez, szárnyakhoz vagy a teljes törzshöz, például a Boeing 787-hez. A 787-es esetében magasabb nyomásszintet és nagyobb ablakokat tesz lehetővé az utasok kényelméért, valamint kisebb súlyt az üzemeltetési költségek csökkentése érdekében. A Boeing 787 1500 fonttal (680 kg-mal) kevesebb, mintha egy teljesen alumínium szerelvény lenne.

## Ablakok
Az Airbus A320 pilótafülke szélvédőinek 350 kn-ig (650 km/h) kell ellenállniuk a madárcsapásoknak, és vegyileg megerősített üvegből készülnek. Általában három rétegből vagy rétegből állnak, üvegből vagy műanyagból: a belső kettő 8 mm (0,3 hüvelyk) vastagságú, és szerkezeti jellegű, míg a külső réteg, körülbelül 3 mm vastag, gátat jelent az idegen tárgyak által okozott sérülések ellen. kopás, gyakran hidrofób bevonattal. Meg kell akadályoznia a párásodást az utastérben, és jégmentesítenie kell –50 °C-tól (-58 °F). Ezt korábban az autó hátsó ablakához hasonló vékony huzalokkal tették, most azonban egy átlátszó, nanométer vastag indium-ón-oxid bevonattal, amely a rétegek között ül, elektromosan vezető és így hőátadó. Az ívelt üveg javítja az aerodinamikát, de a látási feltételekhez nagyobb üvegtáblákra is szükség van. A pilótafülke szélvédője 4-6 panelből áll, egyenként 35 kg-os (77 font) az Airbus A320-ason. Egy átlagos repülőgép élete során három-négy szélvédőn megy keresztül, és a piac egyenletesen oszlik meg az OEM és a magasabb árrésű utángyártott piacok között.
Az üvegnél jóval könnyebb, feszített akrilüvegből készült kabinablakok több ablakból állnak: egy külső a maximális kabinnyomás négyszeresére épített, a belső a redundanciát szolgálja, és egy karcolás az utas közelében. Az akril hajlamos a megrepedésre: finom repedések hálózata jelenik meg, de polírozható az optikai átlátszóság helyreállítása érdekében, a bevonat nélküli ablakok eltávolítása és polírozása általában 2–3 évente történik.

## Szárnyintegráció
A "Flying wing" repülőgépeknek, például a Northrop YB-49 Flying Wingnek és a Northrop B-2 Spirit bombázónak nincs külön törzse; ehelyett mi lenne a törzs az a szárnyszerkezet megvastagított része.
Ezzel szemben kevés olyan repülőgép-konstrukció létezik, amelyeknek nincs külön szárnyuk, hanem a törzset használják felemelés generálására. Ilyenek például a National Aeronautics and Space Administration kísérleti emelőtest-tervei és a Vought XF5U-1 Flying Flapjack.
A kevert szárnytest a fentiek keverékének tekinthető. A hasznos terhelést a törzset előállító liftben hordozza. Modern példa a Boeing X-48. Az egyik legkorábbi repülőgép, amely ezt a tervezési megközelítést alkalmazta, a Burnelli CBY-3, amelynek törzsét szárnyszelvény alakúra alakították ki, hogy emelést hozzon létre.